# Státní znak Grenady
Státní znak Grenady je tvořen štítem, který je čtvrcený zlatým křížem, v jehož středu je (v přirozených barvách) zobrazena Kolumbova loď Santa María. V prvním a čtvrtém, červeném poli je zlatý, kráčející lev, ve druhém a třetím, zeleném poli zlatý půlměsíc, s cípy směřujícími vzhůru, z něhož vyrůstá stříbrná lilie. Štítonoši jsou (heraldicky) vpravo pásovec devítipásý a vlevo holub grenadský, stojící před stvolem kukuřice (pásovec) a banánovníku (holub) – vše v přirozených barvách. Štít je postaven na půdu, tvořenou zelenou krajinou se dvěma kopci, před kráterovým jezerem. Před ním (heraldicky) vpravo větévka kakaovníku, vlevo muškátovník. Nad štítem je zlatá, uvnitř fialová, přilba se sedmi pruty přes hledí a s červenou, pěticípou hvězdou. Na přilbě je položena červeno-stříbrná točenice a červená (ve zdroji červeno-stříbrná) přikryvadla. Klenot je tvořen sedmi, červenými růžemi (1, 3, 3), mezi dvěma snítkami keře rodu Bugenvilea. V dolní části je stříbrná, červeně podšitá stuha s anglickým mottem EVER CONSCIOUS OF GOD, WE ASPIRE, BUILD AND ADVANCE AS ONE PEOPLE (česky Stále si uvědomujeme Boha, snažíme se, budujeme a kráčíme vpřed jako jeden národ).
Zlatý kříž symbolizuje uvědomování si Boha a národní úsilí. Santa Maria, na níž sice Kolumbus při své první výpravě objevil karibské ostrovy, ale která však poblíž Grenady nikdy nebyla, má připomínat spojení ostrova s jachtingem a turistikou. Kráčející lev symbolizuje sílu a odhodlání budovat nový národ, lilie symbolizují neposkvrněné početí. Štítonoši reprezentují místní faunu a rostliny za nimi hlavní obchodní plodiny země. Jeden z kopců krajiny je Mount Saint Catherine, nejvyšší grenadská hora, kráterové jezero v popředí je Grand Etang. Červená hvězda symbolizuje naději, snahy a ideály Grenaďanů. Sedm růží reprezentuje administrativní jednotky – šest farností (parishes) a jedna dependence. Rostlina rodu Bugenvilea je grenadská národní květina.

## Historie
1. dubna 1833 se Grenada stala (spolu s Barbadosem, Svatým Vincencem a Tobagem) součástí federativní britské kolonie Návětrné ostrovy. Pro tuto kolonii nebyly zavedeny žádné symboly.
V roce 1875 byla zavedena zvláštní vlajka pro kolonii Grenada. Jednalo se o britskou modrou služební vlajku (Blue Ensign) s kruhovým vlajkovým emblémem (anglicky badge) Grenady ve vlající části. Emblém (nejde o znak) zobrazoval mlýn na cukrovou třtinu poháněný volským spřežením a 4 osoby, mlýn obsluhující. Vše v přirozených barvách. V dolní části emblému bylo bílé pole ve tvaru kruhové úseče s výškou asi 1/8 průměru emblému s černým latinským mottem „HÆTIBI. ERUNT. ARTES.” (ve zdroji bez teček), které lze přeložit jako „Toto bude vaše umění”.
V roce 1903 byl zaveden nový badge, v kterém byla, opět v přirozených barvách, zobrazena Kolumbova loď La Concepción, přídí k ostrovu. V dolní části emblému, pod lodí, přes mořskou hladinu, byla položena bílá stuha s černým latinským mottem CLARIOR E TENEBRIS (česky Světlo z temnoty).
V roce 1886 bylo zavedeno badge pro vrchního guvernéra federativní britské kolonie Návětrných ostrovů, jehož součástí země byla. Badge bylo tradičně umístěno uprostřed guvernérovy vlajky tvořené britskou vlajkou (Union Jack).
Badge vrchního guvernéra Návětrných ostrovů se poté zřejmě změnilo v roce 1907 a 1953.
V roce 1956 se stala Grenada opět separátní kolonií (federativní kolonie Návětrné ostrovy zanikla) ale již 3. ledna 1958 se stal ostrov členem Západoindické federace. Symboly ostrova zůstaly nadále platné, na mezinárodní úrovni se užívaly symboly federace až do oficiálního rozpuštění 31. května 1962.

Grenadský emblém (1875–1903)
Grenadský emblém (1903–1974)
Detail badge vrchního guvernéra Návětrných ostrovů (1886–1907)
Detail badge vrchního guvernéra Návětrných ostrovů (1907–1953)
Detail badge vrchního guvernéra Návětrných ostrovů (1953–1960)

3. března 1967 získala Grenada vnitřní autonomii a status autonomního přidruženého státu Spojeného království a byla zavedena nová vlajka. Znak zaveden nebyl, užíval se emblém z roku 1903.
7. února 1974 vyhlásila Grenada nezávislost a při této příležitosti byla zavedena nová vlajka a znak, udělený Grenadě britskou královnou Alžbětou II. 6. prosince 1973.